# 皮庫奧格爾峰
46°31′26.7″N 9°42′28.5″E / 46.524083°N 9.707917°E

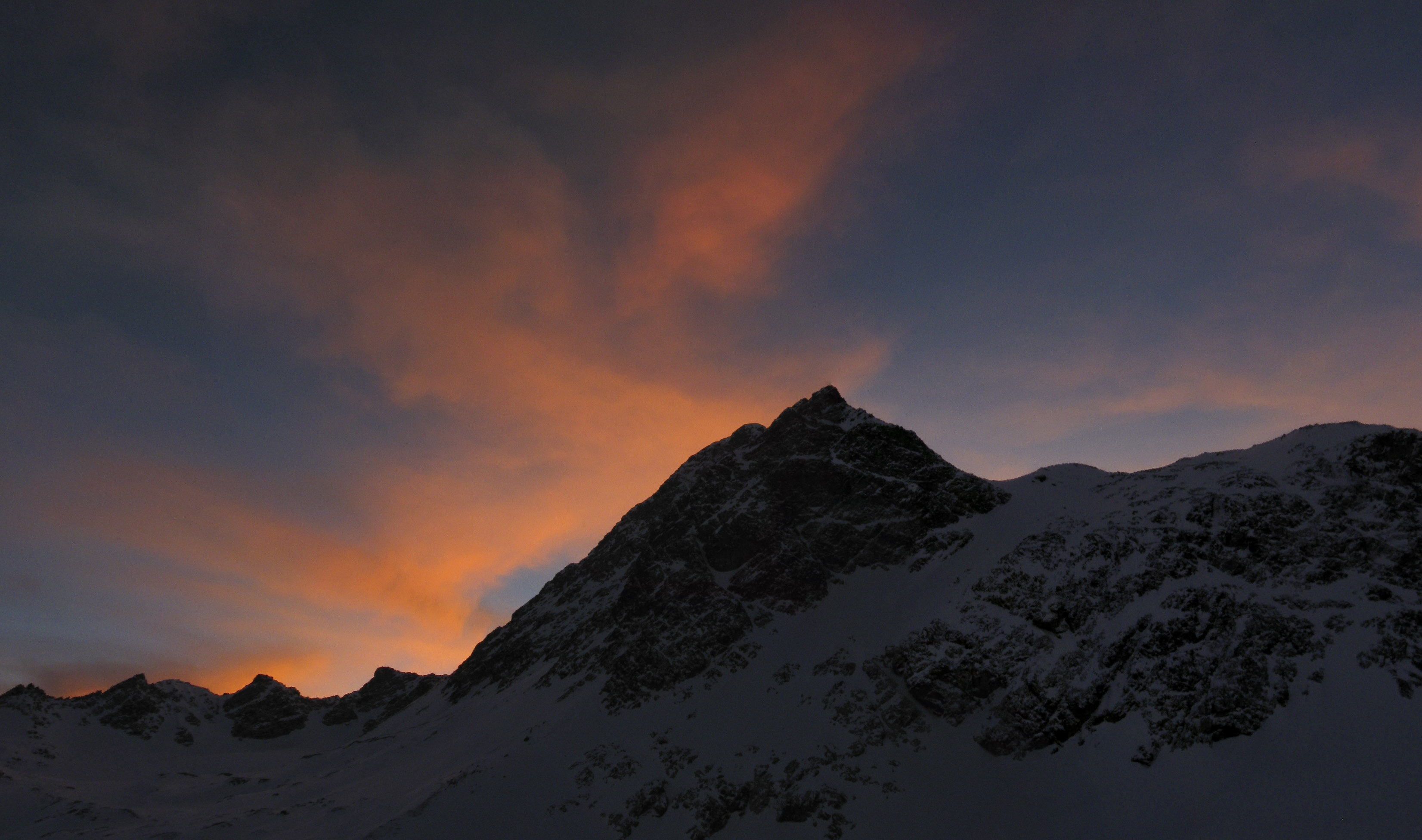

皮庫奧格爾峰（Piz Picuogl），是瑞士的山峰，位於該國東南部，由格勞賓登州負責管轄，屬於阿爾布拉山脈的一部分，海拔高度3,333米，每年平均降雨量1,693毫米。